# Aaron Aaronsohn
Aaron Aaronsohn, judovski agronom, botanik, popotnik, podjetnik in sionistični politik, * 1876, Bacău, Romunija, † 15. maj 1919.
Znan je predvsem po odkritju žitne progaste rje (Triticum dicoccoides), za katero je bil prepričan, da je »mati pšenice«. Bil je tudi ustanovitelj in na čelu Nili, judovske vohunske organizacije, ki je med prvo svetovno vojno vohunila za Združeno kraljestvo. Zaradi informacij, ki so jih britanski vojski priskrbeli člani Nilija, je generalu Edmundu Allenbyju uspelo pripraviti napad na Beershebo, tako da se mu je nepričakovano uspelo izogniti mogočnim osmanskim obrambnim silam, nameščenim v Gazi.

## Življenje
Aaron Aaronsohn se je rodil v Bacău, v Romuniji. Ko mu je bilo šest let, se je družina odselila v Palestino, takrat del Osmanskega cesarstva. Njegovi starši so bili med ustanovitelji Zikhrona Ya'aqova, enega prvih judovskih poljedelskih naselij za časa prve alije, tj. prve imigracije Judov v Palestino (1882–1903).
Po študiju v Franciji, ki mu ga je omogočil baron Edmond de Rothschild, je Aaron napravil botanično karto Palestine z okolico in postal vodilni strokovnjak na tem področju. Leta 1906 je na raziskovalnem potovanju na goro Hermon odkril Triticum dicoccoides. To je bilo pomembno odkritje za agronome in zgodovinarje, ki so proučevali človeško civilizacijo. Zaradi tega odkritja je zaslovel po vsem svetu, in tako je lahko na potovanju v ZDA priskrbel finančna sredstva za raziskovalno oporišče, ki ga je ustanovil v Atlitu, prvi poskusni raziskovalni bazi vzhodnega Sredozemlja.
Po prvi svetovni vojni ga je Haim Weizmann pozval k sodelovanju pri Pariški mirovni konferenci, vendar je Aaronsohna prehitela smrt. Ponesrečil se je v letalski nesreči. Njegovi izsledki o flori na območju Izraela in Transjordanije ter njegovi raziskovalni zvezki so izšli postumno. 

## Dela
- Agricultural and botanical explorations in Palestine, 1910
- Reliquiae Aaronsohnianae, 1940